# 埃里克·贝克林
埃里克·E·贝克林（英語：Eric E. Becklin，1940年4月6日—），美国天体物理学家。贝克林的研究重点是红外成像和光谱学，包括褐矮星搜索，星周尘环探测，银河系中心的动力学和组成以及亮红外星系的本质。

## 生平
1963年，贝克林在明尼苏达大学获得了物理学学士学位。1968年，贝克林在加州理工学院获得了物理学博士学位。1989年，他成为加州大学洛杉矶分校的教员，之后成为了物理学和天文学荣誉退休教授。1996年，他被任命为平流层红外天文台（SOFIA）首席科学家。他也是美国国家航空航天局位于夏威夷莫纳克亚山的红外望远镜设施（IRTF）的首任主任和柯伊伯机载天文台（KAO）的主要研究者。
2012年8月23日，在Dryden飞行研究中心（现在的阿姆斯特朗飞行研究中心）举行的仪式上，贝克林获得了美国国家航空航天局的杰出公共服务奖章“卓越成就，作为红外天文学领域的先驱，并对平流层红外天文台的科学上的成功提供了关键的领导。” 
1966年，贝克林和格里·诺伊格鲍尔发现了一个位于猎户座的非常明亮的红外线源，现在被称为贝克林-诺伊格鲍尔天体。2009年，他当选为美国文理科学学院院士。